# Federico Petrucci (giurista)

Stemma della famiglia Petrucci.

Federico Petrucci, noto anche come Fridericus de Senis (Siena, fine XIII secolo – Siena, 1348), è stato un giurista italiano.

## Biografia

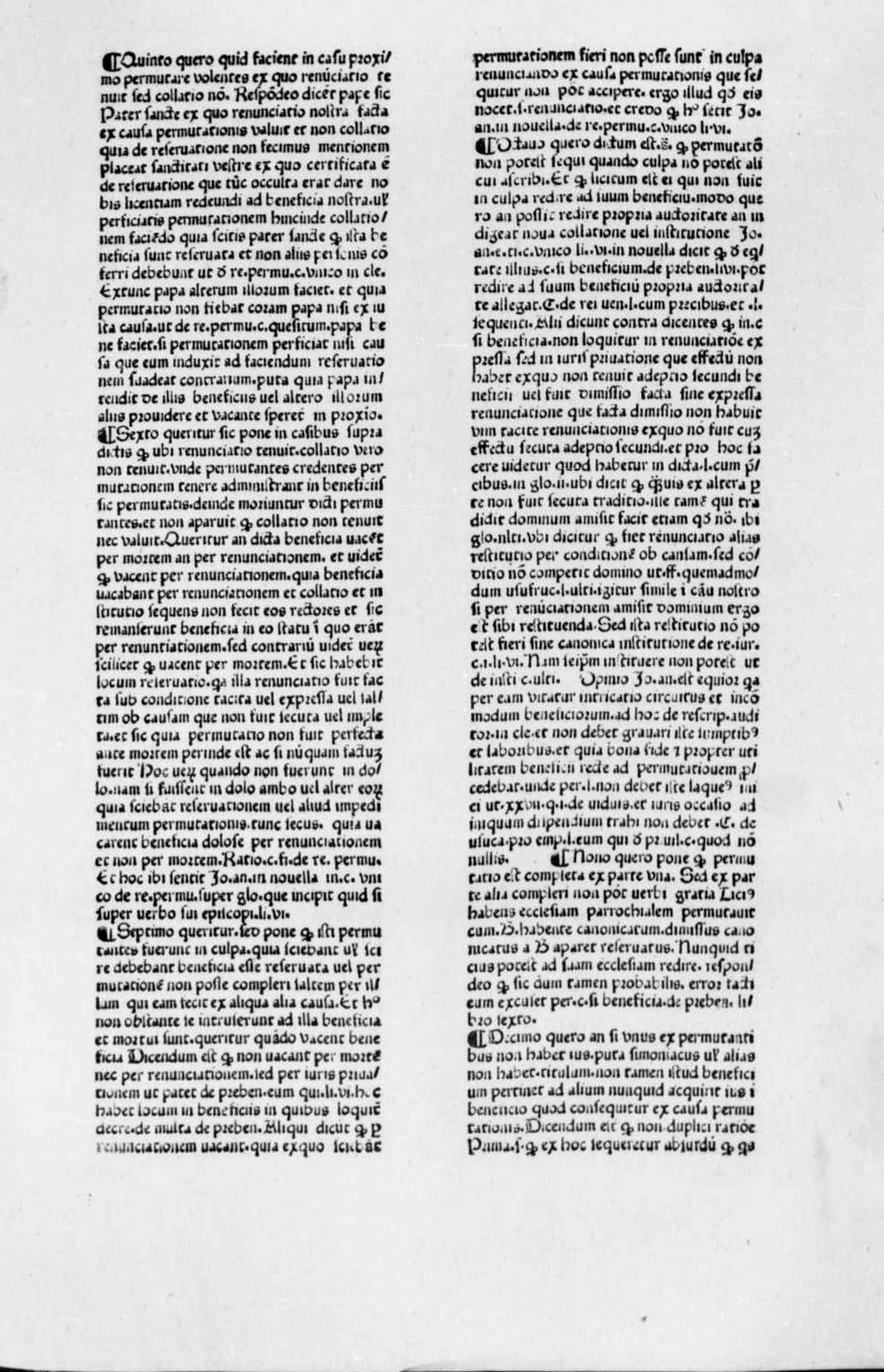
De permutatione beneficiorum, 1475

Federico Petrucci nacque con tutta probabilità nell'ultimo decennio del XIII secolo a Siena. Era figlio di Petruccio, a sua volta figlio di Cambio della famiglia Petrucci, e di Panchina. La sua famiglia paterna faceva parte dell'élite politica ed economica senese. Il padre, Petruccio, divenuto esponente autorevole della fazione novesca, ricoprì le cariche di console della Mercanzia e di priore dei Nove, restando in seguito componente del Consiglio generale sino alla morte, avvenuta nel 1305.
Federico, attorno ai quattordici anni, prese l'abito dei carmelitani, ma dopo circa un anno tornò alla vita secolare. Si dedicò quindi agli studi di natura giuridica all'Università di Bologna, divenendo allievo di Giovanni d'Andrea tra il 1311 ed il 1317. Al termine di tale anno Federico conseguì la laurea. Intraprese la carriera di docente probabilmente all'Università di Padova, dove Giovanni d’Andrea, che vi insegnò nel 1319, ebbe ad affermare di avere assistito ad una disputa con protagonista il suo giovane allievo. Nel settembre 1321 Federico tornò a Siena, dove iniziò ad insegnare diritto canonico percependo uno stipendio annuo di 260 fiorini d'oro. Nello stesso periodo lo studio di Siena stava vivendo un'epoca di grande prestigio, avvalendosi della presenza di giuristi come Cino da Pistoia e Paolo Liazari, medici come Dino del Garbo e Gentile da Foligno e filosofi come Taddeo da Parma.
Nella seconda metà del 1323 Federico Petrucci si trasferì, andando ad insegnare presso lo Studium generale di Verona, dove fu impegnato per un anno accademico. Alla fine del 1324 tornò a Siena, sebbene con uno stipendio ridotto, continuando ad insegnare materie canonistiche almeno fino al 1330. Nello stesso arco di tempo Petrucci, nella doppia veste di giurista e membro di una delle famiglie al potere, svolse l'attività di consulente del comune senese. In questo periodo dimorò anche ad Avignone, dove si guadagnò la stima di papa Giovanni XXII.
Al massimo nella primavera del 1333 Federico Petrucci divenne docente di diritto canonico presso l'Università di Perugia, che in quegli anni si stava imponendo come sede della scuola giuridica più autorevole d'Europa. Con tale ruolo egli successe a Paolo Liazari e Ricovero da San Miniato, conservando la cattedra almeno fino al 1343 e vantando tra i propri allievi anche Baldo degli Ubaldi.
Nel 1343, confessando a papa Clemente VI di aver ottenuto lo scioglimento degli obblighi verso l'ordine carmelitano grazie a testimonianze false, Federico Petrucci chiese ed ottenne la riammissione nel clero, aderendo all'ordine dei benedettini dopo aver destinato i propri beni alle sorelle Cia e Fiore. Ben presto divenne abate del monastero di Sant'Eugenio, presso Siena, e tra il 1344 ed il 1345 si trasferì alla curia pontificia.
Si ritiene che Federico Petrucci sia morto nel 1348 a causa della grande epidemia di peste nera che colpì l'Europa in quegli anni.

## Opere
- Disputationes, quaestiones et consilia.
- Tractatus super permutatione beneficiorum, 1339.
  - (LA) De permutatione beneficiorum, Napoli, Tipografo del Nicolaus de Lyra, Quaestiones, 1475.

### Manoscritti
- Consilia et quaestiones, XV secolo, Roma, Biblioteca Angelica, Fondo Manoscritti, ms. 544,  ff. 1r-190r.